# Chris Claremont
Chris Claremont (nascido em Londres a 30 de novembro de 1950) é um roteirista, conhecido principalmente por sua fase de 16 anos (1976-1991) escrevendo histórias dos X-Men. O estilo que Claremont concebeu para os X-Men se tornou referência para as histórias de equipes de super-heróis desde então. Claremont também tem por característica criar personagens femininos poderosos.
Ele co-criou muitos dos personagens mutantes da Marvel, entre eles Vampira, Psylocke, Lince Negra, Mestra Mental, Syrin, Raposa Prateada, Dentes-de-Sabre (na revista do personagem Punho de Ferro), Mística, Emma Frost, Rachel Summers, Madelyne Pryor, Pyro, Avalanche, Senhor Sinistro, Capitão Bretanha, Forge e Gambit. Além disso, foi co-responsável pela reformulação da personagem Jean Grey como a entidade Fênix, junto a Dave Cockrum.
Em 1991 Claremont deixou a Marvel Comics deixou a série após o primeiro arco de três edições do novo título X-Men , devido a confrontos com o editor Bob Harras, X-Men #1 (1991) de Claremont (Minissérie em 3 edições: Ed. Abril - 1995) é até hoje o volume mensal de uma estória em quadrinhos mais vendido da história nos EUA.
Em 1992, ele escreveu a graphic novel Jornada Nas Estrelas: Dívida de Honra, ilustrada por Adam Hughes .
Em 1994, ele escreveu as edições 10-13 da série de Jim Lee e Brandon Choi, WildC.A.T.s na Image Comics, na qual ele finalmente apresentou seu personagem de propriedade de criador, "Huntsman".
Em 1998, Claremont retornou à Marvel como diretor editorial e escritor regular de Quarteto Fantástico. Ele também escreveu um arco de história de Wolverine . Em 2000, como parte do evento " Revolution " da empresa, ele escreveu Fabulosos X-Men e X-Men até se mudar para X-Men Extra com o desenhista Salvador Larroca. Ele voltou ao Fabulosos X-Men novamente para uma corrida de dois anos a partir de 2004, enquanto fazia parceria com seu ex-colaborador e artista da Excalibur, Alan Davis.
Em 2004, Claremont foi co-roteirista das edições JLA # 94–99, o arco da história do "O Décimo Círculo" da DC Comics , que o reuniu com seu ex-artista de Fabulosos X-Men, John Byrne e com Jerry Ordway na arte final.
Em 2007, Claremont retornou a Excalibur, escrevendo um arco de história em que o personagem Noturno teve um derrame. Ele completou seu primeiro arco no Exilados, adicionando Psylocke à equipe.
Em 2008, Claremont escreveu a minissérie Geração X, seguida por sua sequência de 2009, "GeNext: United ". Ele foi o escritor de X-Men Eternamente (titulo publicado em X-men Extra no Brasil pela Panini) ambientada em um universo alternativo (Terra - 161), e se concentra na vida atual dos X-Men em uma realidade em que Magneto nunca voltou após a destruição do Asteroide M em X- Men #3 (dezembro de 1991). Em 2010, Claremont colaborou com o artista de quadrinhos italiano Milo Manara no X-Men: Garotas Em Fuga.
É contratado exclusivo da Marvel desde 2014 onde trabalha para reestilizar os X-men.
Em 1985 escreveu o livro Dragão Negro pelo selo Epic (Marvel) publicado no Brasil pela editora Pipoca & Nanquim em 2019.